# 산드라 에스카세나
산드라 에스카세나(Sandra Escacena, 2001년 3월 30일 ~ )는 스페인의 배우이다. 《베로니카》(2017)로 2017년 제32회 고야상 신인여우상 후보에 지명되었다.

## 출연 작품

### 영화
- 베로니카 (2017) - 베로니카 역
- 죽음의 수녀 (2023)